# Сан-Марко-ин-Агро-Лаурентино (титулярная церковь)
Титулярная церковь Сан-Марко-ин-Агро-Лаурентино (лат. Titulus Sanctorum Ambrosii et Caroli ad viam Latam) — титулярная церковь была создана Папой Павлом VI 5 марта 1973 года апостольской конституцией «Cum pro auctis». Титулярная церковь принадлежит церкви Святого Марка Евангелиста на агро Лаурентино, расположенной в квартале Рима Джулиано-Дальмата, на пьяцца Джулиани-э-Далмати. 

## Список кардиналов-священников титулярной церкви Сан-Марко-ин-Агро-Лаурентино
- Эмиль Бияенда — (5 марта 1973 — 23 марта 1977, до смерти);
  - вакантно (1977—1983);
- Алешандри ду Нашсименту — (2 февраля 1983 — 28 сентября 2024, до смерти);
- Доменико Батталья — (7 декабря 2024 — по настоящее время).